# Kimberly Yee
Kimberly Yee (23 de febrero de 1974), es una política estadounidense y miembro republicana del Senado de Arizona que representa al Distrito 20 desde el 14 de enero de 2013. Yee sirvió consecutivamente en la Legislatura del Estado de Arizona desde el 10 de enero de 2011 hasta el 14 de enero de 2013 en la sede del Distrito 10 de la Cámara de Representantes de Arizona. El 29 de noviembre de 2017, anunció su candidatura para el puesto de Tesorera del Estado de Arizona.
Yee trabajó para los gobernadores de California Pete Wilson y Arnold Schwarzenegger. Ella era entonces directora de comunicaciones en la oficina del tesorero estatal de Arizona. Por recomendación del Gobernador Jan Brewer, Yee fue designada por la Junta de Supervisores del Condado de Maricopa para reemplazar al Representante Republicano Doug Quellan después de que fuera expulsado por violar los Límites de Elección Limpia. 
Yee patrocinó un proyecto de ley que haría ilegal que los menores tuvieran tuberías de agua. 
En 2012, Yee presentó HB 2838, un proyecto de ley que prohibiría abortos de fetos de más de 20 semanas de edad. Mientras el proyecto de ley se había estancado en el comité, Yee utilizó una "enmienda de todo" para reencarnar la legislación propuesta como HB 2036. El proyecto de ley fue aprobado por la Cámara y el Senado de Arizona y se promulgó el 12 de abril de 2012. 
En 2014, Yee bloqueó un estudio que examinaría el tratamiento del TEPT con cannabis medicinal. La finalización del estudio está en duda ya que la investigadora principal, la Dra. Sue Sisley, ha sido despedida. 
Yee fue un orador invitado en la Convención Nacional Republicana de 2016.

## Formación
Yee asistió a Greenway High School en Phoenix, donde fue estudiante de periodista en Demon Dispatch a principios de la década de 1990. Yee se graduó de la Universidad Pepperdine, donde obtuvo una licenciatura en ciencias políticas y una licenciatura en inglés. También tiene una maestría en administración pública de la Escuela de Asuntos Públicos de la Universidad Estatal de Arizona y recibió el premio Scholar-Citizen Award.

## Elecciones
2010 Challenging House Distrito 10 Representantes republicanos titulares Doug Quelland y James Weiers en la primaria republicana de cuatro vías del 24 de agosto de 2010, el representante Weiers se ubicó primero, Yee quedó en segundo lugar con 6.925 votos y el representante Quelland quedó tercero; Elecciones generales de 2010, Yee ocupó el primer escaño con 19.485 votos y el Representante Weiers ocupó el segundo lugar por delante de los nominados demócratas, el exrepresentante Jackie Thrasher y Aaron Jahneke. Con el senador republicano John McComish redistribuido al Distrito 18, Yee no tuvo oposición por el Distrito Senatorial 20 28 de agosto de 2012 Primaria republicana, ganando con 15,519 votos; y ganó la elección general tripartita del 6 de noviembre de 2012 con 37,371 votos contra el candidato demócrata Michael Powell y el exrepresentante republicano Doug Quelland corriendo como independiente.